# Mieczysław Pietrzyk
Mieczysław Paweł Pietrzyk (ur. 21 stycznia 1914 w Krakowie, zm. 30 lipca 1980 tamże) – kapitan pilot Polskich Sił Powietrznych w Wielkiej Brytanii, doktor nauk medycznych.

## Życiorys
Urodził się w Podgórzu (obecnie prawobrzeżnej dzielnicy Krakowa) 21 stycznia 1914 w rodzinie kolejarskiej, miał czwórkę rodzeństwa. Jego ojciec, Stanisław (1868–1950), pracował przed wojną jako konduktor PKP na liniach międzynarodowych, matka, Agnieszka z domu Pawełek (1877–1961), zajmowała się domem. W 1924 roku ukończył czwartą klasę szkoły powszechnej i kontynuował naukę w Państwowym Gimnazjum im. Bartłomieja Nowodworskiego w Krakowie, w którym w 1932 roku zdał egzamin dojrzałości. W latach 1932–1939 studiował na Wydziale Lekarskim Uniwersytetu Jagiellońskiego. Pomimo uzyskania absolutorium, do ukończenia studiów zabrakło mu w 1939 roku kilku egzaminów, dyplom lekarza uzyskał dopiero 7 stycznia 1944, po dokończeniu w latach 1942–1943 VI roku studiów na Polskim Wydziale Lekarskim na Uniwersytecie w Edynburgu.
Lotnictwo pasjonowało go od dziecka i już w okresie nauki gimnazjalnej w ramach przysposobienia wojskowego odbył kurs pilotażu we Lwowie-Skniłowie. Podczas ferii pomaturalnych otrzymał dyplom pilota i włączył się do zajęć lotniczych w Aeroklubie Krakowskim. O jego zapale i uzdolnieniach w tym kierunku mogą świadczyć wyniki sportowe: wyróżnił się w Zlocie Gwieździstym do Łodzi w 1935 roku, w VIII Locie Południowo-Zachodniej Polski im. Żwirki zajął drugie, a w IX – rozgrywanym w maju 1939 roku – trzecie miejsce na 21 startujących załóg, mając za nawigatora Wandę Wierzbicką. W 1935 roku, po zaliczeniu III roku studiów, uzyskał z Uniwersytetu roczny urlop i zgłosił się ochotniczo do Szkoły Podchorążych Pilotów Rezerwy w Dęblinie, by w roku 1936 uzyskać dyplom pilota wojskowego. Szkołę ukończył na 12 lokacie (na 60 osób), po jej ukończeniu jako kpr. pchor. rez. pil. dostał przydział do 2 Pułku Lotniczego w Krakowie, gdzie służył w Eskadrze Treningowej, a następnie 22 Eskadrze Liniowej. W 1938 roku został mianowany podporucznikiem pilotem rezerwy.
Po zmobilizowaniu w 1939 roku otrzymał przydział do 26 Eskadry Obserwacyjnej dowodzonej przez kpt. obs. Stanisława Rzepę. Początek wojny zastał go na lotnisku polowym Zrębice-Przyrów, gdzie odbywał loty zwiadowcze. Za ewakuację samolotu od zagłady w warunkach bojowych został zgłoszony do Krzyża Zasługi. Następnie ewakuowany na lotnisko w okolicach Proszowic, później do Tarnobrzega i Baranowa Sandomierskiego. Kolejnym przystankami był Sokołów Małopolski i Przeworsk. 9 września, w załodze z obs. por. Chełstowskim, rozpoznał ruch niemieckiej kolumny pancernej na drodze Kolbuszowa-Sandomierz. 11 września doprowadził do jednostki jako uzupełnienie samolot LWS-3 Mewa. 18 września 1939 roku zarządzono spalenie samolotów i ewakuację przez Kuty do Rumunii. Za udział w kampanii wrześniowej został trzykrotnie odznaczony Krzyżem Walecznych. Udał się do Bukaresztu, a stamtąd do obozu Baile-Govora, w którym przebywał do 25 października 1939 roku. Następnie wyruszył do portu w Bałcziku, skąd odpłynął na Maltę, dalej do Marsylii, docierając na końcu do ośrodka w Lyon Bron. Za jego postawę w trakcie zadań złożono w 1940 roku we Francji wniosek o nadanie Orderu Virtuti Militari V klasy.
Zgłosił się do służby w Wielkiej Brytanii, dokąd przybył 15 marca 1940 roku, otrzymując numer służbowy 76804 w ramach ochotniczej rezerwy Royal Air Force. Został skierowany na przeszkolenie do 18 OTU w Bramcote. Od 2 września 1940 do 29 czerwca 1941 latał w 271 Dywizjonie RAF. W 1941 roku została mu nadana Polowa Odznaka Pilota za loty bojowe we wrześniu 1939 roku w Polsce. Został skierowany do 60 OTU, gdzie utworzył wraz z sgt. Józefem Lipińskim załogę na dwumiejscowych nocnych myśliwcach Boulton Paul Defiant. 1 września 1941 został mianowany porucznikiem, a 13 września 1941 roku, po przeszkoleniu, dołączył do 307 Dywizjonu stacjonującego w Exeter, z zadaniem obrony miasta i portów na południowym wybrzeżu Anglii. Rozpoczął loty treningowe, a następnie operacyjne na samolotach Bristol Beaufighter IIF z radiolokatorem F/O Czesławem Krawieckim. 16 stycznia 1942 roku otrzymał brytyjski stopień F/O. W nocy z 26 na 27 kwietnia 1942 roku na samolocie Beaufighter II T3382/EW-K ostrzelali Ju 88, co zaliczono jako uszkodzenia, gdyż załoga nie dostrzegła rozbicia samolotu wroga. Następnie latał na samolocie Bristol Beaufighter VIF o numerze X8012/EW-P. 3 maja 1942 roku ocalał z bombardowania Exeter, dom w którym mieszkał został całkowicie zniszczony.
W ramach 307 Dywizjonu wykonał 36 nocnych lotów operacyjnych o łącznym czasie 80 godzin i 10 minut oraz jeden 20-minutowy lot dzienny, oprócz wymienionych wykonał także szereg lotów nieoperacyjnych. W dniu 10 września 1942 roku został odznaczony przez gen. Władysława Sikorskiego Krzyżem Walecznych.
We wrześniu 1942 roku udał się na bezpłatny roczny urlop w celu ukończenia studiów medycznych. W styczniu 1944 roku otrzymał dyplom lekarza medycyny. W grudniu 1944 roku powrócił do 307 dywizjonu w celu pełnienia służby lekarza dywizjonu, którą sprawował do 14 maja 1946 roku. W międzyczasie, 1 marca 1945 roku został awansowany do stopnia kapitana, a 23 czerwca 1945 roku brytyjskiego F/Lt.
17 lipca 1947 roku postanowił repatriować się do Polski, gdzie podjął pracę w Krakowie jako wolontariusz w Szpitalu Św. Łazarza, a później pracując w I Klinice Chorób Wewnętrznych Uniwersytetu Jagiellońskiego. W 1947 UJ nadał mu dyplom lekarza medycyny. W 1950 roku otrzymał etat nauczyciela akademickiego w Akademii Medycznej. W 1956 roku odszedł z Akademii Medycznej i pracował na stanowisku ordynatora w Szpitalu Powiatowym im. M. Kopernika w Bochni. W 1957 roku został dyrektorem Krakowskiego Pogotowia Ratunkowego i funkcję tę pełnił do 1976 roku.
Był członkiem PCK, Aeroklubu Krakowskiego i ZBoWiD. Zmarł w Krakowie 30 lipca 1980 roku, został pochowany na Cmentarzu Rakowickim.

## Życie prywatne
W 1949 roku zawarł związek małżeński z Bogumiłą Pasternak, lekarzem pediatrą. W 1950 roku urodził się jego syn Jacek (profesor medycyny, pediatra-nefrolog) oraz córka Małgorzata.

## Ordery i odznaczenia
- Krzyż Srebrny Orderu Virtuti Militari - 3 lutego 1972 roku, za zasługi wojenne
- Krzyż Walecznych
- Medal Lotniczy (czterokrotnie)
- Złoty Krzyż Zasługi
- Krzyż za Działania Bojowe Lotnictwa
- Defence Medal
- War Medal
- 1939-1945 Star
- Atlantic Star